# Nikos Wakalis
Nikolaos (Nikos) Wakalis, gr. Νίκος Βακάλης (ur. 1 grudnia 1939 w Larisie, zm. 23 marca 2017) – grecki polityk, wydawca, działacz oświatowy, od 2004 do 2009 poseł do Parlamentu Europejskiego.

## Życiorys
Ukończył studia fizyczne na Uniwersytecie Arystotelesa w Salonikach, po czym odbył służbę wojskową. W 1967 założył pierwszą prywatną szkołę specjalistyczną, w 1972 utworzył College of Advanced Education, wzorowaną na brytyjskim systemie oświatowym. W 1999 zorganizował wydawnictwo sygnowane swoim nazwiskiem, a także centrum szkolenia biznesowego. Opublikował kilka książek i zbiorów ćwiczeń z zakresu fizyki (m.in. termodynamiki).
Należał do założycieli Nowej Demokracji, był jej przewodniczącym w Salonikach w latach 1998–2004. W 2004 z ramienia tej partii został wybrany do Parlamentu Europejskiego VI kadencji. Należał do grupy chadeckiej, pracował w Komisji Przemysłu, Badań Naukowych i Energii. W PE zasiadał do 2009.